# Willy Delajod

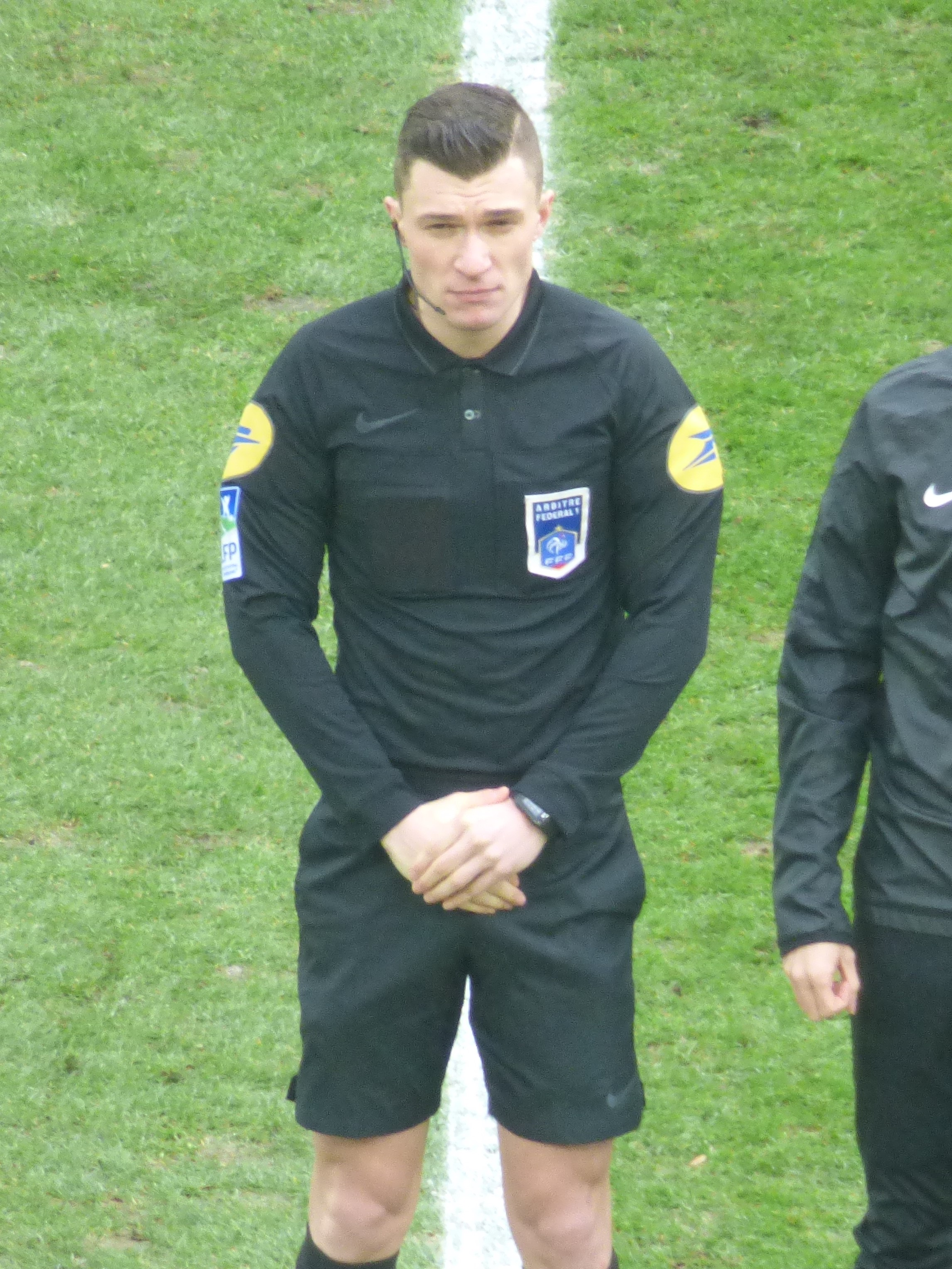
Willy Delajod (2019)

Willy Delajod (* 25. September 1992 in Cornier) ist ein französischer Fußballschiedsrichter.
Delajod leitet seit der Saison 2015/16 Spiele in der Ligue 2 und seit der Saison 2018/19 Spiele in der Ligue 1. Mit 25 Jahren war er bei seinem Debüt der jüngste Schiedsrichter in der Geschichte der Ligue 1.
Seit 2020 steht Delajod auf der Liste der FIFA-Schiedsrichter (seit 2021 auch als Videoschiedsrichter) und leitet internationale Fußballpartien. Seit der Saison 2023/24 zählt er zur Gruppe der UEFA-First-Category-Schiedsrichter.
Bei der Klub-Weltmeisterschaft 2021 in den Vereinigten Arabischen Emiraten war Delajod als Videoschiedsrichter im Einsatz. Bei der U-17-Europameisterschaft 2022 in Israel leitete Delajod drei Gruppenspiele und ein Viertelfinale. Im Champions-League-Finale 2022 am 28. Mai 2022 zwischen dem FC Liverpool und Real Madrid (0:1) wurde er als Videoschiedsrichter-Assistent eingesetzt.
Im April 2024 wurde Delajod als Videoschiedsrichter für die Europameisterschaft 2024 in Deutschland nominiert.